# Tóth Krisztián
Tóth Krisztián (Darmstadt, 1994. május 1. –) olimpiai bronzérmes magyar cselgáncsozó.

## Sportpályafutása
2009-ben ezüstérmes volt az ifjúsági világbajnokságon. A következő évben az ifjúsági Európa-bajnokságon és az ifjúsági olimpiai játékok és a junior világbajnokságon szerzett bronzérmet. A junior Eb-n ötödik volt. 2011-ben a junior Európa-bajnokságon lett harmadik. Az U23-as Európa-bajnokságon a dobogó legmagasabb fokára állhatott. A junior világbajnokságon ötödik helyezést ért el. 2012-ben az U23-as kontinens bajnokságon harmadik helyezést ért el.
2013-ban a felnőtt Európa-bajnokságon tagja volt az ötödik helyen végzett csapatnak. A világbajnokságon ötödik helyezést szerzett. Az U23-as világbajnokságon első, a junior vb-n hetedik lett. 2014-ben harmadik lett a felnőtt Európa-bajnokságon, második a világbajnokságon. A junior világbajnokságon első az U23-as világbajnokságon ötödik helyezést szerzett. A 2015. évi Európa játékokon ötödik, a világbajnokságon hetedik volt. 2016-ban ezüstérmes lett az Európa-bajnokságon. A 2016-os riói olimpián a 90 kilogrammosok mezőnyében kiesett a nyolcaddöntőben.
A budapesti rendezésű 2017-es cselgáncs-világbajnokságon ötödik lett. 2018-bana  Pénzügyőr sportolója lett. A 2018-as Eb-n kiesett. 2018 augusztusában a Budapesten rendezett Grand Prix-viadalon aranyérmet szerzett. A 2018-as világbajnokságon ötödikként zárt. A 2019. évi Európa játékokon kiesett.  A 2019. évi nyári universiade megnyitóján Tóth vihette a magyar zászlót. A versenyben bronzérmet szerzett. A 2019-es világbajnokságon ötödik helyezést szerzett. A 2020-as Európa-bajnokságon ötödik volt. A következő évben harmadik volt a kontinens bajnokságon, és a világbajnokságon is.
A 2021-ben Tokióban rendezett 2020. évi nyári olimpiai játékokon 90 kg-os súlycsoportban bronzérmet szerzett, megszerezve Magyarország 500. érmét a nyári olimpiákon.
A 2022-es Európa-bajnokságon ötödik lett. A 2024-es párizsi olimpián az első mérkőzésén kikapott a román Alex Crettől, és búcsúzott a további küzdelmektől.

## Családja
2020 szeptembere óta Kurucz Pankával él házasságban.

## Eredményei
Magyar bajnokság
90 kg
- aranyérmes: 2011, 2012, 2013, 2014, 2015

100 kg
- aranyérmes: 2018, 2022

+100 kg
- aranyérmes: 2023

## Díjai, elismerései
- Az év legjobb utánpótlás korú sportolója választás (Héráklész): második (2013)
- Az év legjobb utánpótlás korú sportolója választás (Héráklész) (2014)
- Az év magyar cselgáncsozója (2014, 2015, 2018,[20] 2019,[21] 2020,[22] 2021,[23] 2023,[24] 2024[25])
- Magyar Arany Érdemkereszt (2021)[26]